# Germany's Next Topmodel (mùa 19)
Mùa thứ mười chín của Germany's Next Topmodel (thường được viết tắt là GNTM) được phát sóng trên mạng lưới truyền hình Đức ProSieben. Chương trình bắt đầu phát sóng vào ngày 15 tháng 2 năm 2024. Giống như mùa trước, toàn bộ dàn giám khảo sẽ chỉ bao gồm Heidi Klum và một hay nhiều vị giám khảo khách mời trong mỗi tập. Chủ đề mùa này là GNTM cho tất cả.
Các điểm đến quốc tế của mùa này là Santa Cruz, Los Angeles và Palermo.
Đây là mùa giải đầu tiên có sự tham gia của các thí sinh nam và cũng như mùa đầu tiên sẽ có hai người chiến thắng bao gồm một nam và một nữ.
2 người chiến thắng trong mùa giải này là Jermaine Kokoú Kothé, 19 tuổi đến từ Kassel và Lea Oude Engberink, 24 tuổi đến từ Düsseldorf. Mỗi người giành được giải thưởng tiền mặt trị giá €100.000 và lên ảnh bìa tạp chí Harper's Bazaar.
Mùa giải này phá kỷ lục có số lượng thí sinh đông nhất trong lịch sử Top Model với 40 thí sinh.

## Các thí sinh
(Tuổi tính từ ngày dự thi)
| Thí sinh | Thí sinh                 | Tuổi | Chiều cao               | Quê quán            | Bị loại ở | Hạng | Hạng                    |
| -------- | ------------------------ | ---- | ----------------------- | ------------------- | --------- | ---- | ----------------------- |
|          | Vivien Walkemeyer        | 24   |                         | Landau in der Pfalz | Tập 4     | 20   | 40 (bỏ cuộc)            |
|          | Pit-Jenik 'Pitzi' Müller | 33   |                         | Hamburg             | Tập 4     | 20   | 39 (tước quyền thi đấu) |
|          | Yanik Schulze            | 20   | 1,89 m (6 ft 2+1⁄2 in)  | Gladbeck            | Tập 4     | 19   | 38–35                   |
|          | Bảo-Huy Nguyễn           | 22   | 1,79 m (5 ft 10+1⁄2 in) | Köln                | Tập 4     | 18   | 38–35                   |
|          | Tracy Baumgarten         | 26   | 1,78 m (5 ft 10 in)     | Essen               | Tập 4     | 19   | 38–35                   |
|          | Vanessa Horst            | 22   | 1,78 m (5 ft 10 in)     | Viernheim           | Tập 4     | 18   | 38–35                   |
|          | Lilian Assih             | 24   | 1,77 m (5 ft 9+1⁄2 in)  | Hannover            | Tập 5     | 17   | 34–32                   |
|          | Marcia Edhere            | 23   | 1,72 m (5 ft 7+1⁄2 in)  | Neuenhof, Thụy Sĩ   | Tập 5     | 16   | 34–32                   |
|          | Felice Wolfgram          | 20   |                         | Berlin              | Tập 5     | 15   | 34–32                   |
|          | Franz Vochezer           | 19   | 1,90 m (6 ft 3 in)      | Lübeck              | Tập 6     | 17   | 31–29                   |
|          | Livingsten Amalanathan   | 23   |                         | Berlin              | Tập 6     | 16   | 31–29                   |
|          | Leoni Mecklenburg        | 24   | 1,76 m (5 ft 9+1⁄2 in)  | Hannover            | Tập 6     | 14   | 31–29                   |
|          | Alexandra Bode           | 21   | 1,77 m (5 ft 9+1⁄2 in)  | Erfurt              | Tập 7     | 13   | 28–27                   |
|          | Max Uhrmacher            | 20   | 1,88 m (6 ft 2 in)      | Berlin              | Tập 7     | 15   | 28–27                   |
|          | Nuri Enoch               | 21   | 1,78 m (5 ft 10 in)     | Berlin              | Tập 10    | 12   | 26–23                   |
|          | Jana Wetzel              | 24   |                         | Leimersheim         | Tập 10    | 11   | 26–23                   |
|          | Yusupha Jobarteh         | 25   | 1,87 m (6 ft 1+1⁄2 in)  | Bremen              | Tập 10    | 14   | 26–23                   |
|          | Felix Xaver              | 20   | 1,90 m (6 ft 3 in)      | Passau              | Tập 10    | 13   | 26–23                   |
|          | Dominik Gruber           | 27   | 1,89 m (6 ft 2+1⁄2 in)  | Waltenhofen         | Tập 10    | 12   | 22–21                   |
|          | Lilli Hachgenei          | 22   | 1,70 m (5 ft 7 in)      | Mannheim            | Tập 10    | 10   | 22–21                   |
|          | Maximilian Kreiner       | 21   | 1,88 m (6 ft 2 in)      | Viên, Áo            | Tập 11    | 11   | 20–19                   |
|          | Mare Cirko               | 23   | 1,72 m (5 ft 7+1⁄2 in)  | Gmund am Tegernsee  | Tập 11    | 9    | 20–19                   |
|          | Lydwine Nitidem          | 21   | 1,80 m (5 ft 11 in)     | Lemgo               | Tập 12    | 8    | 18–17                   |
|          | Lucas Schwarze           | 24   | 1,86 m (6 ft 1 in)      | Norderstedt         | Tập 12    | 10   | 18–17                   |
|          | Dominic Spillner         | 20   |                         | Katlenburg-Lindau   | Tập 13    | 9    | 16–15                   |
|          | Stella Naming            | 34   | 1,78 m (5 ft 10 in)     | Dortmund            | Tập 13    | 7    | 16–15                   |
|          | Aldin Zahirović          | 22   | 1,85 m (6 ft 1 in)      | München             | Tập 14    | 8    | 14–13                   |
|          | Sara Zuraw               | 28   | 1,78 m (5 ft 10 in)     | Berlin              | Tập 14    | 6    | 14–13                   |
|          | Marvin De-Graft          | 22   | 1,95 m (6 ft 5 in)      | Bielefeld           | Tập 15    | 7    | 12                      |
|          | Kadidja Becher           | 21   | 1,72 m (5 ft 7+1⁄2 in)  | Viên, Áo            | Tập 16    | 5    | 11                      |
|          | Armin Rausch             | 27   | 1,92 m (6 ft 3+1⁄2 in)  | Durach              | Tập 17    | 6    | 10                      |
|          | Grees 'Grace' Zakhour    | 24   | 1,77 m (5 ft 9+1⁄2 in)  | Düsseldorf          | Tập 18    | 4    | 9–8                     |
|          | Frieder Sell             | 25   | 1,96 m (6 ft 5 in)      | Berlin              | Tập 18    | 5    | 9–8                     |
|          | Fabienne Urbach          | 20   | 1,80 m (5 ft 11 in)     | Solingen            | Tập 19    | 3    | 7–5                     |
|          | Julian Cidic             | 24   | 1,87 m (6 ft 1+1⁄2 in)  | Frankfurt am Main   | Tập 19    | 3    | 7–5                     |
|          | Luka Cidic               | 24   | 1,87 m (6 ft 1+1⁄2 in)  | Frankfurt am Main   | Tập 19    | 3    | 7–5                     |
|          | Ksenia 'Xenia' Tsilikova | 23   | 1,76 m (5 ft 9+1⁄2 in)  | Hof                 | Tập 19    | 2    | 4–3                     |
|          | Linus Weber              | 25   | 1,91 m (6 ft 3 in)      | Berlin              | Tập 19    | 2    | 4–3                     |
|          | Lea Oude Engberink       | 24   | 1,81 m (5 ft 11+1⁄2 in) | Düsseldorf          | Tập 19    | 1    | 2–1                     |
|          | Jermaine Kokoú Kothé     | 19   | 1,89 m (6 ft 2+1⁄2 in)  | Kassel              | Tập 19    | 1    | 2–1                     |

1. 1 2  Julian và Luka là cặp song sinh; tuy nhiên, hai thí sinh đã thi đấu cá nhân cho đến tập 16, khi Heidi thông báo hai thí sinh sẽ thi đấu với tư cách một đội.

### Thông tin khác
- Aldin từng tham gia Switzerland's Next Topmodel mùa 3 và giành vị trí top 3.
- Lea từng tham gia mùa 12 và bị loại ở tập 1.
- Tracy từng tham gia mùa 18 và dừng cuộc thi ở tập 5.
- Xenia từng tham gia mùa 13 và bị loại ở tập 1.

## Tóm tắt

### Bảng loại trừ
| Thứ tự | Tập        | Tập | Tập                                                                                 | Tập        | Tập                                       | Tập        | Tập        | Tập      | Tập      | Tập      | Tập                                         | Tập         | Tập         | Tập         | Tập         | Tập          | Tập |
| Thứ tự | 4          | 5 | 6                                                                                   | 7          | 9                                         | 10         | 11         | 12       | 13       | 14       | 15                                          | 16          | 17          | 18          | 19          | 19           |     |
| ------ | ---------- | --- | ----------------------------------------------------------------------------------- | ---------- | ----------------------------------------- | ---------- | ---------- | -------- | -------- | -------- | ------------------------------------------- | ----------- | ----------- | ----------- | ----------- | ------------ | --- |
| 1      | Julian     | Lea | Aldin                                                                               | Armin      | Mare                                      | Lucas      | Armin      | Frieder  | Lea      | Kadidja  | Jermaine                                    | Linus       | Grace       | Lea         | Xenia       | Lea Jermaine |     |
| 2      | Linus      | Mare | Armin                                                                               | Kadidja    | Dominic                                   | Dominic    | Xenia      | Jermaine | Jermaine | Xenia    | Lea                                         | Julian Luka | Lea         | Xenia       | Lea         | Lea Jermaine |     |
| 3      | Xenia      | Nuri | Frieder                                                                             | Aldin      | Frieder                                   | Frieder    | Lydwine    | Fabienne | Julian   | Linus    | Fabienne                                    | Julian Luka | Julian Luka | Fabienne    | Linus       | Xenia Linus  |     |
| 4      | Maximilian | Sara | Linus                                                                               | Marvin     | Linus                                     | Linus      | Marvin     | Grace    | Luka     | Marvin   | Kadidja                                     | Frieder     | Julian Luka | Jermaine    | Jermaine    | Xenia Linus  |     |
| 5      | Kadidja    | Fabienne | Dominic                                                                             | Frieder    | Marvin                                    | Jermaine   | Dominic    | Armin    | Aldin    | Armin    | Armin Frieder Grace Julian Linus Luka Xenia | Xenia       | Xenia       | Linus       | Julian Luka |              |     |
| 6      | Jermaine   | Kadidja | Felix                                                                               | Stella     | Lucas                                     | Armin      | Fabienne   | Aldin    | Sara     | Julian   | Armin Frieder Grace Julian Linus Luka Xenia | Armin       | Fabienne    | Julian Luka | Julian Luka |              |     |
| 7      | Lilli      | Lilli | Marvin                                                                              | Xenia      | Maximilian                                | Grace      | Linus      | Stella   | Grace    | Frieder  | Armin Frieder Grace Julian Linus Luka Xenia | Lea         | Frieder     | Julian Luka | Fabienne    |              |     |
| 8      | Max        | Stella | Max                                                                                 | Julian     | Lea                                       | Kadidja    | Stella     | Sara     | Marvin   | Luka     | Armin Frieder Grace Julian Linus Luka Xenia | Jermaine    | Jermaine    | Frieder     |             |              |     |
| 9      | Lea        | Alexandra | Maximilian                                                                          | Maximilian | Lydwine                                   | Xenia      | Lea        | Marvin   | Frieder  | Jermaine | Armin Frieder Grace Julian Linus Luka Xenia | Grace       | Linus       | Grace       |             |              |     |
| 10     | Marvin     | Grace | Yusupha                                                                             | Fabienne   | Jermaine                                  | Fabienne   | Luka       | Linus    | Linus    | Lea      | Armin Frieder Grace Julian Linus Luka Xenia | Fabienne    | Armin       |             |             |              |     |
| 11     | Alexandra  | Jana | Dominik                                                                             | Sara       | Armin                                     | Lea        | Frieder    | Kadidja  | Armin    | Fabienne | Armin Frieder Grace Julian Linus Luka Xenia | Kadidja     |             |             |             |              |     |
| 12     | Felix      | Leoni | Jermaine                                                                            | Dominic    | Luka                                      | Luka       | Sara       | Lea      | Fabienne | Grace    | Marvin                                      |             |             |             |             |              |     |
| 13     | Lilian     | Lydwine | Julian                                                                              | Jana       | Sara                                      | Maximilian | Jermaine   | Xenia    | Kadidja  | Sara     |                                             |             |             |             |             |              |     |
| 14     | Leoni      | Xenia | Lucas                                                                               | Jermaine   | Xenia                                     | Julian     | Grace      | Luka     | Xenia    | Aldin    |                                             |             |             |             |             |              |     |
| 15     | Sara       | Aldin Armin Dominic Dominik Felix Franz Frieder Jermaine Julian Linus Livingsten Lucas Luka Marvin Max Maximilian Yusupha | Luka                                                                                | Lydwine    | Aldin Fabienne Grace Julian Kadidja Lilli | Marvin     | Julian     | Julian   | Stella   |          |                                             |             |             |             |             |              |     |
| 16     | Aldin      | Aldin Armin Dominic Dominik Felix Franz Frieder Jermaine Julian Linus Livingsten Lucas Luka Marvin Max Maximilian Yusupha | Alexandra Fabienne Grace Jana Kadidja Lea Lilli Lydwine Mare Nuri Sara Stella Xenia | Linus      | Aldin Fabienne Grace Julian Kadidja Lilli | Aldin      | Aldin      | Dominic  | Dominic  |          |                                             |             |             |             |             |              |     |
| 17     | Lydwine    | Aldin Armin Dominic Dominik Felix Franz Frieder Jermaine Julian Linus Livingsten Lucas Luka Marvin Max Maximilian Yusupha | Alexandra Fabienne Grace Jana Kadidja Lea Lilli Lydwine Mare Nuri Sara Stella Xenia | Yusupha    | Aldin Fabienne Grace Julian Kadidja Lilli | Lydwine    | Kadidja    | Lucas    |          |          |                                             |             |             |             |             |              |     |
| 18     | Frieder    | Aldin Armin Dominic Dominik Felix Franz Frieder Jermaine Julian Linus Livingsten Lucas Luka Marvin Max Maximilian Yusupha | Alexandra Fabienne Grace Jana Kadidja Lea Lilli Lydwine Mare Nuri Sara Stella Xenia | Felix      | Aldin Fabienne Grace Julian Kadidja Lilli | Mare       | Lucas      | Lydwine  |          |          |                                             |             |             |             |             |              |     |
| 19     | Fabienne   | Aldin Armin Dominic Dominik Felix Franz Frieder Jermaine Julian Linus Livingsten Lucas Luka Marvin Max Maximilian Yusupha | Alexandra Fabienne Grace Jana Kadidja Lea Lilli Lydwine Mare Nuri Sara Stella Xenia | Lea        | Aldin Fabienne Grace Julian Kadidja Lilli | Stella     | Mare       |          |          |          |                                             |             |             |             |             |              |     |
| 20     | Grace      | Aldin Armin Dominic Dominik Felix Franz Frieder Jermaine Julian Linus Livingsten Lucas Luka Marvin Max Maximilian Yusupha | Alexandra Fabienne Grace Jana Kadidja Lea Lilli Lydwine Mare Nuri Sara Stella Xenia | Lucas      | Aldin Fabienne Grace Julian Kadidja Lilli | Sara       | Maximilian |          |          |          |                                             |             |             |             |             |              |     |
| 21     | Yusupha    | Aldin Armin Dominic Dominik Felix Franz Frieder Jermaine Julian Linus Livingsten Lucas Luka Marvin Max Maximilian Yusupha | Alexandra Fabienne Grace Jana Kadidja Lea Lilli Lydwine Mare Nuri Sara Stella Xenia | Dominik    | Dominik Felix Jana Nuri Stella Yusupha    | Lilli      |            |          |          |          |                                             |             |             |             |             |              |     |
| 22     | Franz      | Aldin Armin Dominic Dominik Felix Franz Frieder Jermaine Julian Linus Livingsten Lucas Luka Marvin Max Maximilian Yusupha | Alexandra Fabienne Grace Jana Kadidja Lea Lilli Lydwine Mare Nuri Sara Stella Xenia | Grace      | Dominik Felix Jana Nuri Stella Yusupha    | Dominik    |            |          |          |          |                                             |             |             |             |             |              |     |
| 23     | Stella     | Aldin Armin Dominic Dominik Felix Franz Frieder Jermaine Julian Linus Livingsten Lucas Luka Marvin Max Maximilian Yusupha | Alexandra Fabienne Grace Jana Kadidja Lea Lilli Lydwine Mare Nuri Sara Stella Xenia | Nuri       | Dominik Felix Jana Nuri Stella Yusupha    | Felix      |            |          |          |          |                                             |             |             |             |             |              |     |
| 24     | Dominic    | Aldin Armin Dominic Dominik Felix Franz Frieder Jermaine Julian Linus Livingsten Lucas Luka Marvin Max Maximilian Yusupha | Alexandra Fabienne Grace Jana Kadidja Lea Lilli Lydwine Mare Nuri Sara Stella Xenia | Lilli      | Dominik Felix Jana Nuri Stella Yusupha    | Yusupha    |            |          |          |          |                                             |             |             |             |             |              |     |
| 25     | Lucas      | Aldin Armin Dominic Dominik Felix Franz Frieder Jermaine Julian Linus Livingsten Lucas Luka Marvin Max Maximilian Yusupha | Alexandra Fabienne Grace Jana Kadidja Lea Lilli Lydwine Mare Nuri Sara Stella Xenia | Mare       | Dominik Felix Jana Nuri Stella Yusupha    | Jana       |            |          |          |          |                                             |             |             |             |             |              |     |
| 26     | Mare       | Aldin Armin Dominic Dominik Felix Franz Frieder Jermaine Julian Linus Livingsten Lucas Luka Marvin Max Maximilian Yusupha | Alexandra Fabienne Grace Jana Kadidja Lea Lilli Lydwine Mare Nuri Sara Stella Xenia | Luka       | Dominik Felix Jana Nuri Stella Yusupha    | Nuri       |            |          |          |          |                                             |             |             |             |             |              |     |
| 27     | Armin      | Aldin Armin Dominic Dominik Felix Franz Frieder Jermaine Julian Linus Livingsten Lucas Luka Marvin Max Maximilian Yusupha | Alexandra Fabienne Grace Jana Kadidja Lea Lilli Lydwine Mare Nuri Sara Stella Xenia | Max        |                                           |            |            |          |          |          |                                             |             |             |             |             |              |     |
| 28     | Dominik    | Aldin Armin Dominic Dominik Felix Franz Frieder Jermaine Julian Linus Livingsten Lucas Luka Marvin Max Maximilian Yusupha | Alexandra Fabienne Grace Jana Kadidja Lea Lilli Lydwine Mare Nuri Sara Stella Xenia | Alexandra  |                                           |            |            |          |          |          |                                             |             |             |             |             |              |     |
| 29     | Livingsten | Aldin Armin Dominic Dominik Felix Franz Frieder Jermaine Julian Linus Livingsten Lucas Luka Marvin Max Maximilian Yusupha | Leoni                                                                               |            |                                           |            |            |          |          |          |                                             |             |             |             |             |              |     |
| 30     | Luka       | Aldin Armin Dominic Dominik Felix Franz Frieder Jermaine Julian Linus Livingsten Lucas Luka Marvin Max Maximilian Yusupha | Livingsten                                                                          |            |                                           |            |            |          |          |          |                                             |             |             |             |             |              |     |
| 31     | Nuri       | Aldin Armin Dominic Dominik Felix Franz Frieder Jermaine Julian Linus Livingsten Lucas Luka Marvin Max Maximilian Yusupha | Franz                                                                               |            |                                           |            |            |          |          |          |                                             |             |             |             |             |              |     |
| 32     | Felice     | Felice |                                                                                     |            |                                           |            |            |          |          |          |                                             |             |             |             |             |              |     |
| 33     | Jana       | Marcia |                                                                                     |            |                                           |            |            |          |          |          |                                             |             |             |             |             |              |     |
| 34     | Marcia     | Lilian |                                                                                     |            |                                           |            |            |          |          |          |                                             |             |             |             |             |              |     |
| 35     | Vanessa    | |                                                                                     |            |                                           |            |            |          |          |          |                                             |             |             |             |             |              |     |
| 36     | Tracy      | |                                                                                     |            |                                           |            |            |          |          |          |                                             |             |             |             |             |              |     |
| 37     | Bảo-Huy    | |                                                                                     |            |                                           |            |            |          |          |          |                                             |             |             |             |             |              |     |
| 38     | Yanik      | |                                                                                     |            |                                           |            |            |          |          |          |                                             |             |             |             |             |              |     |
| 39     | Pitzi      | |                                                                                     |            |                                           |            |            |          |          |          |                                             |             |             |             |             |              |     |
| 40     | Vivien     | |                                                                                     |            |                                           |            |            |          |          |          |                                             |             |             |             |             |              |     |

     Thí sinh được miễn loại
     Thí sinh bị loại
     Thí sinh bị tước quyền thi đấu
     Thí sinh bỏ cuộc thi
     Thí sinh được lọt vào vòng tiếp theo
     Thí sinh bị loại ngoài ban giám khảo
     Thí sinh vắng mặt tại ban giám khảo nhưng được an toàn
     Thí sinh chiến thắng cuộc thi
1. ↑  Thứ tự gọi tên chỉ lần lượt từng người an toàn.
2. ↑  Trong tập 4, Tracy tham gia trở lại cuộc thi. Cô ban đầu là thí sinh mùa trước nhưng đã quyết định bỏ cuộc thi vì lý do cá nhân. Ngoài ra, Vivien quyết định bỏ cuộc thi, còn Pitzi bị tước quyền thi đấu do có hành vi không phù hợp.
3. ↑  Trong tập 6, không có buổi chụp hình hay quay video nào ngoài việc trang điểm.
4. ↑  Trong tập 8, không có ai bị loại.
5. ↑  Trong tập 9, Dominik, Felix, Jana, Nuri, Stella và Yusupha rơi vào nhóm sáu người cuối bảng nhưng được cứu. Tuy nhiên, các thí sinh này phải tham gia thử thách walk-off.
6. ↑  Trong tập 10, Felix, Jana, Nuri và Yusupha bị loại ngoài ban giám khảo.
7. ↑  Trong tập 13, Jermaine và Lea nhận được booked for job và được miễn loại. Kadidja có vấn đề về sức khỏe nên không thể tham gia buổi quay video tuần này, và Aldin cũng có vấn đề về sức khỏe nên vắng mặt tại ban giám khảo.
8. ↑  Trong tập 14, Kadidja và Xenia nhận được booked for job và được miễn loại.
9. ↑  Trong tập 16, Heidi thông báo với Julian & Luka bây giờ sẽ là một đội.
10. ↑  Trong tập 19, Heidi công bố tên của quán quân nữ trước rồi mới công bố tên của quán quân nam.

### Buổi chụp hình
- Tập 4: Chụp ảnh quảng bá theo nhóm; Video âm nhạc: Sunglasses at Night - Heidi Klum & Tiësto; Trôi dạt trên bãi biển ở Tenerife theo nhóm
- Tập 5: Tạo dáng ở cuối sàn diễn với thiết kế của Marina Hoermanseder
- Tập 7: Ảnh thẻ diện mạo mới
- Tập 8: Tạo dáng trong trang phục của Christian Cowan tại Sân vận động Rose Bowl
- Tập 9: Tiny Tokyo theo cặp
- Tập 10: Ảnh trắng đen thời trang cao cấp
- Tập 11: Cặp đôi mới cưới trong nhà thờ ở dưới nước
- Tập 12: Tạo dáng trong trang phục của Ashton Michael & Kevin Germanier
- Tập 13: Video: Những vị khách gây gổ trong quán ăn cùng với Thomas Kretschmann
- Tập 14: Đấu trường nhảy múa hát nhép
- Tập 15: Khỏa thân trong áo khoác trong suốt với mưa và gió
- Tập 16: Ảnh bìa tạp chí Harper's Bazaar
- Tập 17: Đấu kiếm trên không theo cặp
- Tập 18: Tạo dáng trên trực thăng trên không
- Tập 19: Thủ môn bắt bóng